# HD 119834
HD 119834 ( eller HR 5172) är en dubbelstjärna i den mellersta  delen av stjärnbilden Kentauren som också har Bayer-beteckningen M Centauri. Den har en kombinerad skenbar magnitud av ca 4,64 och är svagt synlig för blotta ögat där ljusföroreningar ej förekommer. Baserat på parallaxmätning inom Hipparcosuppdraget på ca 12,4 mas, beräknas den befinna sig på ett avstånd på ca 260 ljusår (ca 81 parsek) från solen. Den rör sig närmare solen med en heliocentrisk radialhastighet på ca -6 km/s.

## Egenskaper
Primärstjärnan HD 119834 A är en gul till orange jättestjärna av spektralklass G8-K0 III. Den har en radie som är ca 12 solradier och har ca 104 gånger solens utstrålning av energi från dess fotosfär vid en effektiv temperatur av ca 4 900 K.
HD 119834 är en spektroskopisk dubbelstjärna med en omloppsperiod av 437 dygn i en bana med en halv storaxel av 6,45 mas och en excentricitet på 0,13.